# Nina Hagen

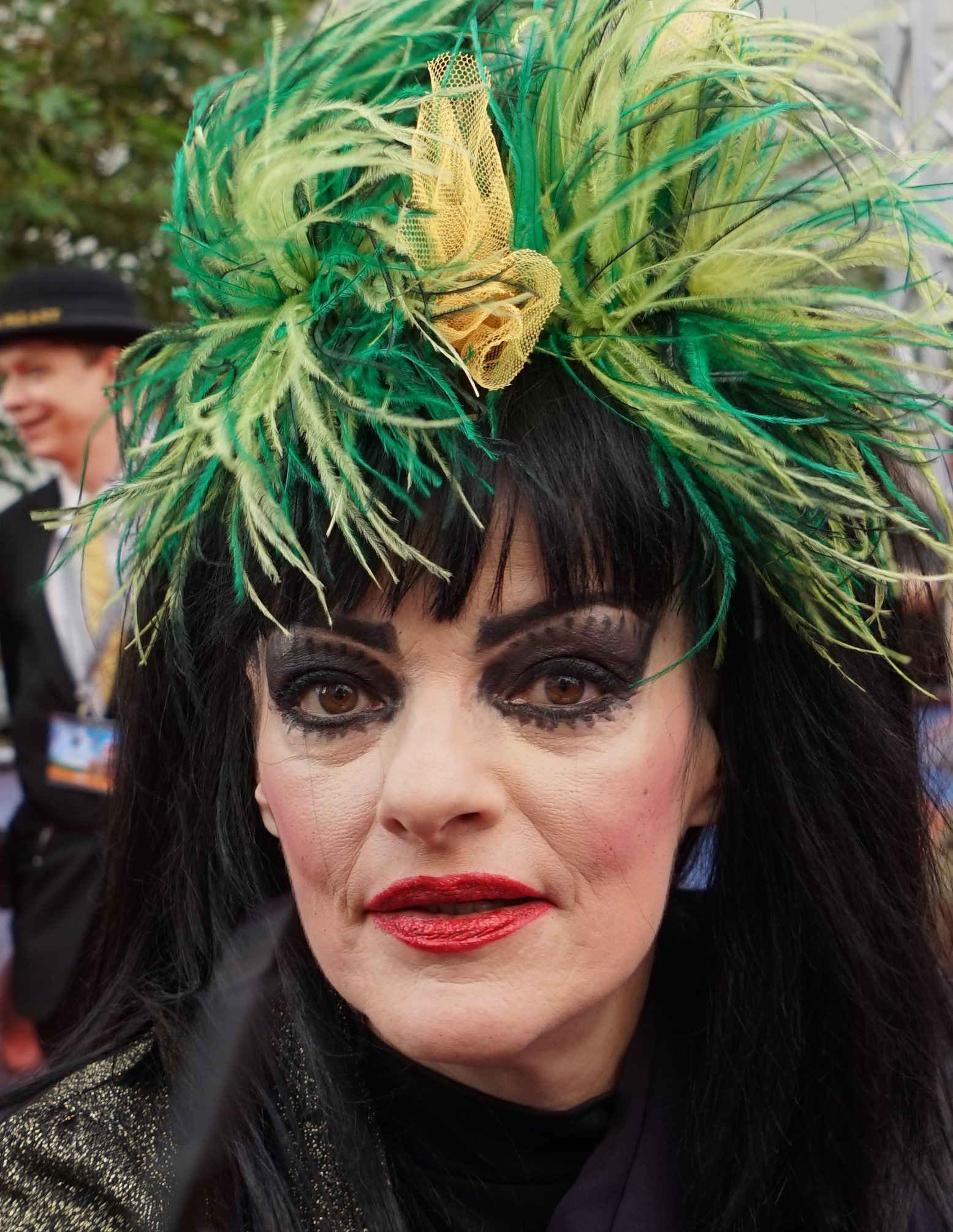
Nina Hagen (2014)

Catharina „Nina“ Hagen (* 11. März 1955 in Ost-Berlin) ist eine deutsche Sängerin, Songschreiberin, Schauspielerin und Synchronsprecherin. Sie wird als deutsche „Godmother of Punk“ bezeichnet und beeinflusste den deutschen New Wave. Als Schauspielerin trat sie u. a. in der Filmkomödie Heiraten/weiblich (1975) sowie in Otto Waalkes’ Kinokomödien 7 Zwerge – Männer allein im Wald (2004) und 7 Zwerge – Der Wald ist nicht genug (2006) auf.

## Leben

### 1955–1976: Frühe Jahre und Emigration aus der DDR

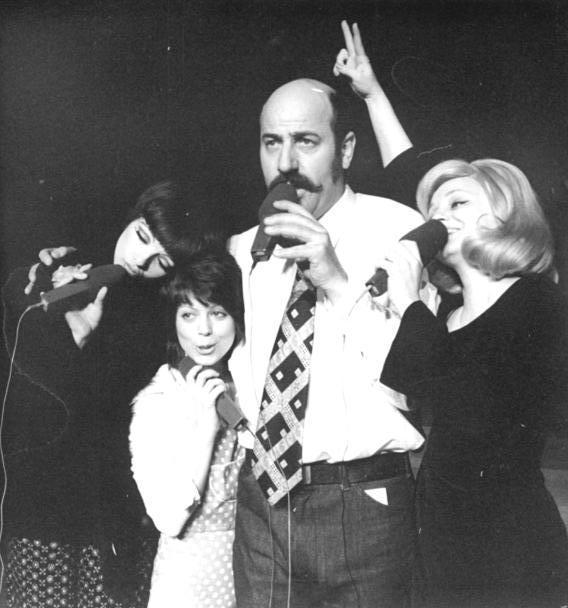
Nina Hagen (ganz links) mit Magdi Body, Manfred Krug und Tatjana Archipowa (rechts), 1976

Nina Hagen wurde 1955 im Ost-Berliner Bezirk Friedrichshain als Tochter der Schauspielerin Eva-Maria Hagen und des Drehbuchautors Hans Oliva-Hagen geboren. Väterlicherseits entstammt sie als Urenkelin von Carl Hagen einer Kölner Bankiersfamilie. Sie wollte in der DDR ursprünglich Schauspielerin werden, doch ihr Antrag wurde von der Schauspielschule ohne Begründung abgelehnt. Der zuständige MfS-Offizier hatte den Vermerk „Verhindern!“ auf den Aufnahmeantrag geschrieben, da der Dissident Wolf Biermann der Lebensgefährte ihrer Mutter war und auch Nina Hagen somit als politisch unzuverlässig galt.
In den 1970er Jahren übernahm sie trotzdem einige Rollen in Filmen der DEFA und des Fernsehens der DDR, unter anderem 1975 an der Seite von Marianne Kiefer und ihrer Mutter in der Filmkomödie Heiraten/weiblich als Hannelore Pohl. 1976 war sie in dem humoristischen Kurzfilm Hänsel und Gretel neben dem Komiker-Duo Herricht & Preil zu sehen.
Als Jugendliche sang sie im Reinhard-Lakomy-Chor und bei einigen Bands in Polen und kam dadurch zum Orchester Alfons Wonneberg. 1974 beendete sie eine einjährige Gesangsausbildung am Zentralen Studio für Unterhaltungskunst als staatlich geprüfte Schlagersängerin. Sie wurde bei einem Konzert von der Gruppe Automobil entdeckt und engagiert.
Ihre erste Veröffentlichung unter dem Namen Nina Hagen & Automobil war der beim ostdeutschen Plattenlabel Amiga herausgegebene Schlager Du hast den Farbfilm vergessen, den zwei der Bandmitglieder geschrieben hatten. 1975 verließ Hagen die Gruppe und wechselte zu Fritzens Dampferband. Eine öffentliche Solidaritätsbekundung für den verfemten Wolf Biermann, der 1976 aus der DDR ausgebürgert wurde, brachte sie ins Abseits, so dass sie am 28. Dezember desselben Jahres die Chance nutzte, in den Westen zu fliehen. Sie ging zunächst nach Großbritannien und war dort in der Punkszene unterwegs.

### 1977–1997: Nina Hagen Band und Karriere in den USA
Nach ihrer Übersiedlung in die Bundesrepublik gründete sie im Herbst 1977 zusammen mit den Kreuzberger Musikern Bernhard Potschka, Herwig Mitteregger, Manfred „Manne“ Praeker, die zuvor bei Lokomotive Kreuzberg gespielt hatten, und Reinhold Heil die Nina Hagen Band. Einen ersten Erfolg hatten sie 1977 mit der Single TV-Glotzer, der deutschen Coverversion des Hits White Punks on Dope von The Tubes. 1978 erschien das international beachtete Album Nina Hagen Band.
Kurz danach überwarf die Sängerin sich mit den vier Musikern, die ihr Unberechenbarkeit und egozentrische Starallüren vorwarfen. Da mit der Plattenfirma CBS jedoch bereits ein zweites Album  vereinbart war, wurden die Aufnahmen dafür zunächst von den vier Musikern eingespielt, später wurde Hagens Gesang aufgenommen. Der Titel des 1979 erschienenen Albums ist Unbehagen. In den 1980er Jahren konnten die vier Musiker ohne Hagen unter dem Bandnamen Spliff große Erfolge verzeichnen.
In den 1980er und 1990er Jahren machte Hagen durch ihre UFO-Theorien, ihr großes Interesse an Spiritualität und Religion sowie ihr Engagement für den Tierschutz auf sich aufmerksam. Diese Einflüsse finden sich auch auf den zahlreichen, mit unterschiedlichsten Musikern eingespielten Plattenveröffentlichungen dieser Zeit.

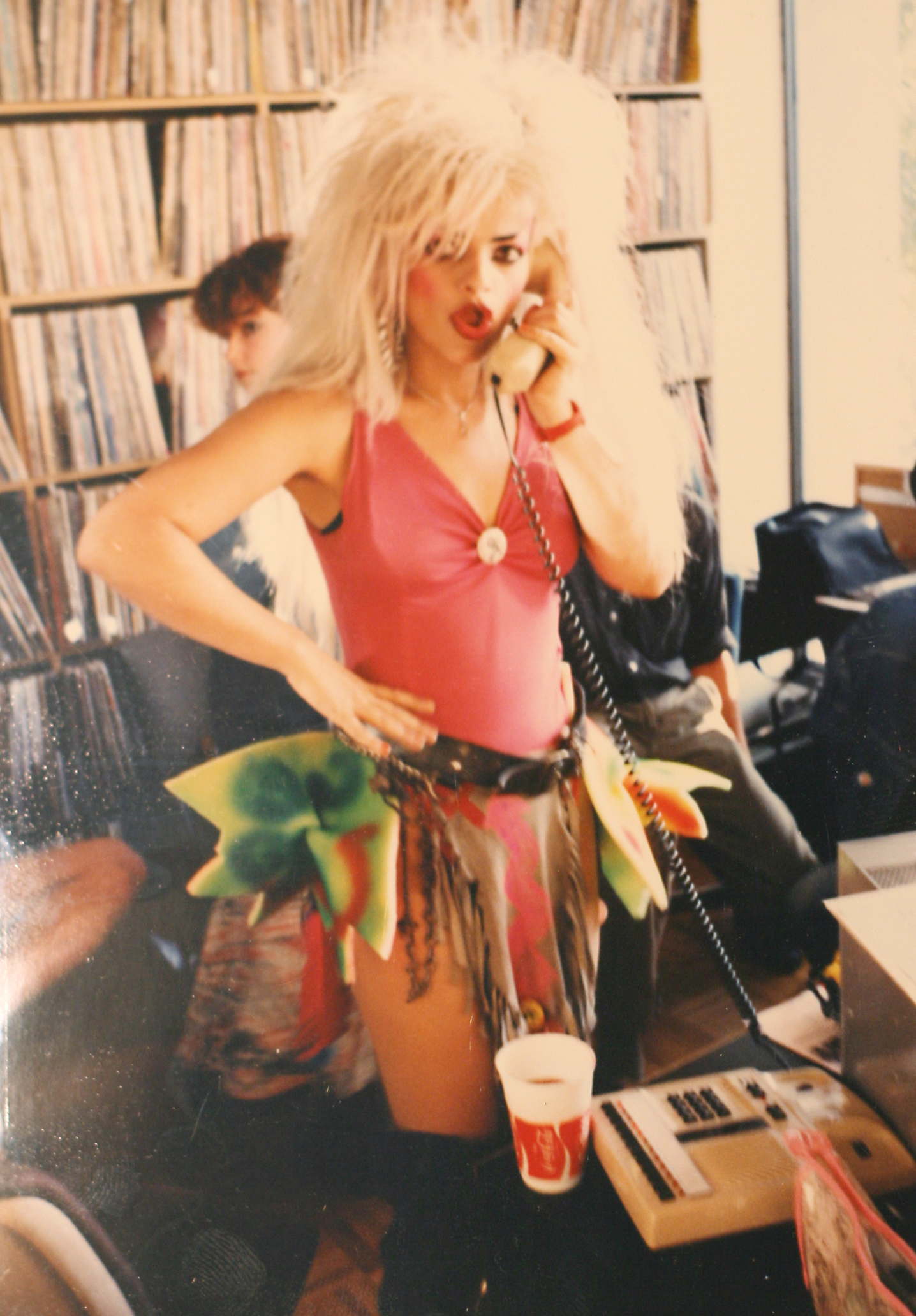
Nina Hagen, 1986

Zwischen 1980 und 1986 lebte Hagen vorwiegend in den USA, London und den Niederlanden und trat in dieser Zeit auch häufig in den USA auf. 1983 erschien ihre LP Angstlos, in der englischen Version Fearless; mit dem gleichnamigen Programm tourte sie 1984 durch die USA und Europa. 1985 trat sie bei der Premiere von Rock in Rio vor rund 300.000 Zuschauern auf. Im selben Jahr war sie auf dem Cover der Novemberausgabe der deutschen Vogue abgebildet.
1986 kehrte sie nach Deutschland zurück. Sie stilisierte sich, beraten vom Mode-Designer Jean Paul Gaultier, als Punkrock-Diva. Auf ihren nächsten Schallplatten gab sie sich kosmopolitisch, sang mal deutsch, mal englisch und schlug sich zur Präsidentin vor (Street, 1991). Am Abend des 9. Novembers 1989 stand Hagen im Mannheimer Capitol auf der Bühne. Während ihres Auftritts änderte sie spontan eine Textzeile ihrer Coverversion des Frank-Sinatra-Hits My Way und erklärte dies später dem Publikum damit, dass sie hinter der Bühne einen Anruf von Freunden aus Berlin erhalten habe, dass die Berliner Mauer gefallen sei. 1993 unternahm sie mit dem Album Revolution Ballroom und dem Produzenten Phil Manzanera einen neuen Anlauf.
1996 sang sie auf dem BAP-Album Amerika gemeinsam mit Wolfgang Niedecken den Titel Weihnachtsnaach, eine Coverversion des Pogues-Titels Fairytale of New York. 1997 spielte sie mit Thomas D den Song Solo, der später auch als Single ausgekoppelt wurde, für dessen gleichnamiges Album ein.

### 1998–2003: Rückkehr nach Berlin und StudioalbumReturn of the Mother

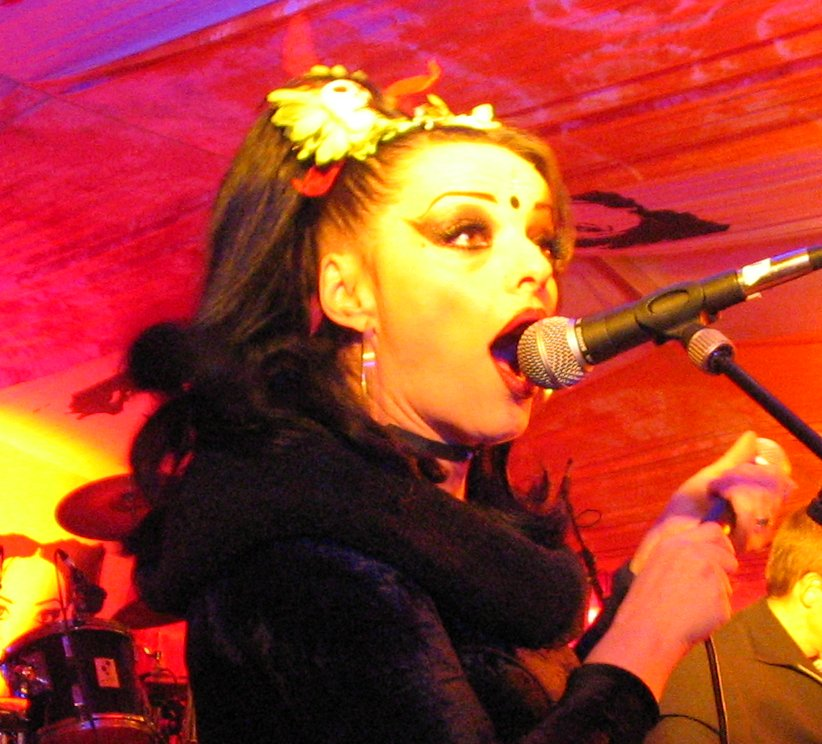
Nina Hagen, 2003

Zum 100. Geburtstag des Dramatikers Bertolt Brecht zog es sie Anfang 1998 zurück in ihre Geburtsstadt Berlin. Zusammen mit der Schauspielerin und Chansonsängerin Meret Becker gab sie im Berliner Ensemble den Punk-Brecht-Abend Wir heißen beide Anna und interpretierte mit ihr u. a. den Alabama Song und die Ballade vom Förster und der Gräfin. Im selben Jahr war sie als Synchronsprecherin für die US-amerikanische Schauspielerin Whoopi Goldberg in dem Zeichentrickfilm Rudolph mit der roten Nase tätig und sprach die Rolle der bösen Eiskönigin Stormella.
1998 spielte Hagen für den Berliner Fußballverein 1. FC Union Berlin eine neue Vereinshymne ein, die bis 2024 als Einlauftitel genutzt wurde – also auch in den Europa-League-Spielen, als Union international erfolgreich war. 1999 sang sie für ein CD-Doppelalbum der Dreigroschenoper mit Max Raabe als Mackie Messer und dem Ensemble Modern unter HK Gruber die Sopranpartie der Celia Peachum nach der Originalpartitur von Kurt Weill.
Im Februar 2000 erschien ihr Studioalbum Return of the Mother. Im März 2000 präsentierte sie, barfuß im seidenen Sari, auf der Bühne des von Räucherstäbchen eingenebelten Berliner Ensembles vor einem Altar mit Opfergaben eine „Indische Nacht“. Ein Teil der dort vorgestellten Gesänge erschien ausschließlich auf Hagens Website, deren Erlös zur Hälfte dem Babaji-Aschram, einem deutschen Hospiz, brasilianischen Straßenkindern, Kinderkrankenhäusern in Indien und Tschernobyl zugutekommen sollte. Der Filmemacher Peter Sempel drehte einen experimentellen Dokumentarfilm, Nina Hagen – Punk & Glory, der die Jahre 1994 bis 1999 dokumentiert, über Nina Hagen, ihre Familie und die Wegbegleiter. In den Vordergrund rückte sie auch wieder durch die Zusammenarbeit mit Thomas D und den Bands Oomph! und Apocalyptica.
2001 sprach Hagen für die Rilke-Projekt-CD Bis an alle Sterne die Gedichte Die Welt die monden ist und Wie das Gestirn ein. Im Dezember 2002 erschien die Biografie Nina Hagen. That’s Why the Lady Is a Punk des Schriftstellers Marcel Feige in enger Zusammenarbeit mit Hagen. Das Buch wurde 2003 mit dem Literaturpreis Corine ausgezeichnet. 2002 sang Hagen im Duett mit dem Schweizer Sänger Michael von der Heide ein Remake des Klassikers Kriminal-Tango.

### 2004–2008:7 ZwergeundPopstars
2004 spielte Hagen in Otto Waalkes’ Kinokomödie 7 Zwerge – Männer allein im Wald an der Seite ihrer Tochter Cosma Shiva, die die Rolle des Schneewittchens verkörpert, die böse Königin und Stiefmutter Ravenna. In der Filmfortsetzung 7 Zwerge – Der Wald ist nicht genug von 2006 spielte sie abermals mit ihrer Tochter, diesmal stellte Nina Hagen die Hexe und ehemalige Königin dar.
2005 gastierte sie auf Frank Zanders Album Rabenschwarz II und sang mit ihm eine Coverversion des Schlagers Liebeskummer lohnt sich nicht von Siw Malmkvist. Des Weiteren war sie 2005 Stargast des Berliner Yogafestivals und des Wiener Life Ball, wo sie unter anderem Falcos Ganz Wien (… ist heut auf Heroin) und mit Omara Portuondo, Marianne Faithfull und Chaka Khan den John-Lennon-Klassiker Imagine sang.
2006 und 2007 war Hagen Jury-Mitglied bei der Casting-Show Popstars. 2006 begann sie eine musikalische Zusammenarbeit mit The Capital Dance Orchestra. Mit dem Album Irgendwo auf der Welt sang sie Filmschlager im Big-Band-Sound. Mit dem gleichnamigen Konzertprogramm ging sie 2006 mit dem Orchester im deutschsprachigen Raum auf Tournee.
Im März 2008 veranstaltete Hagen in Berlin eine Aufklärungsshow, die sie später über das Internet publizierte (Nina Hagen unzensiert). Dort kritisierte sie öffentlich die Medien, die ihrer Meinung nach nicht verfassungsgerecht über aktuelle Ereignisse in der Politik und Wirtschaft berichteten. Im Mai 2008 präsentierte Hagen auf dem Wiener Life Ball den Song Kinky Melody, der auch auf einer CD des Modelabels Agent Provocateur erschien.

### Seit 2009: Weitere Karriere

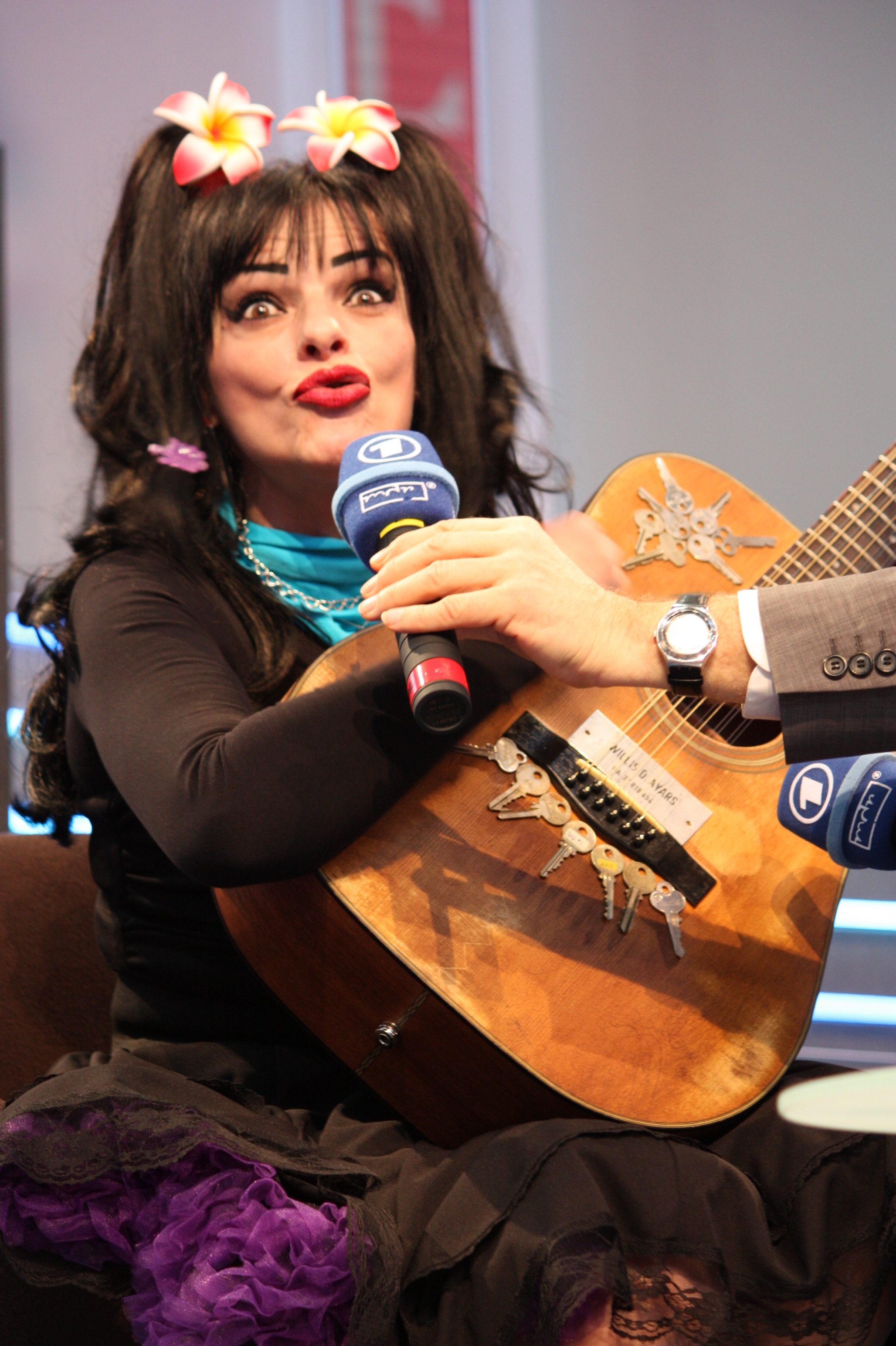
Nina Hagen, 2010

2009 erschien Hagens englischsprachige CD Personal Jesus, auf der sie bekannte Gospel- und Blues-Stücke neu interpretierte. In den deutschen Albumcharts erreichte sie Platz 16 und damit die höchste Chartposition ihrer Karriere. Die Süddeutsche Zeitung schrieb darüber: „Dabei zwingt sie den Hörern ihren neu gefundenen christlichen Glauben mit einer Kraft auf, der man sich nur schwer entziehen kann. Das kann sie, weil sie eine Stimme hat, die von der Kälte einer Grace Jones bis zur Raserei einer frühen Tina Turner sämtliche emotionalen Register beherrscht.“
Im März 2010 erschien ihre Autobiographie mit dem Titel Bekenntnisse. 2011 zeigte der Fernsehsender Arte die Dokumentation Nina Hagen. Godmother of Punk. Die Zeitung Die Welt schrieb darüber: „Außerdem ist Nina Hagen, aus der Ferne betrachtet, ungemein witzig. Keine bloße Lachnummer. Eine Komödiantin vor dem Herrn.“ 2014 war sie in dem Computeranimationsfilm Der 7bte Zwerg, der Fortsetzung der Realfilme 7 Zwerge – Männer allein im Wald (2004) und 7 Zwerge – Der Wald ist nicht genug (2006) von Otto Waalkes, als Synchronsprecherin in der Rolle Eisfee Dellamorta zu hören.
Im September 2020 erschien beim Plattenlabel Grönland Records die Single Unity (u. a. in Zusammenarbeit mit dem amerikanischen Musiker und Produzenten George Clinton), die als Hagens Hommage an die Black-Lives-Matter-Bewegung gilt. Im Dezember 2021 wurde ihr Song Du hast den Farbfilm vergessen im Rahmen des Großen Zapfenstreichs anlässlich der Verabschiedung der Bundeskanzlerin Angela Merkel von Guido Rennert arrangiert und vom Stabsmusikkorps der Bundeswehr aufgeführt. Im Januar 2022 veröffentlichte Hagen die Single Shadrack, ihre ins Deutsche übertragene Version des gleichnamigen Songs von Robert MacGimsey. Im Oktober 2022 veröffentlichte Hagen ein Cover des Folksongs 16 Tons, und im Dezember desselben Jahres erschien das Studioalbum Unity bei Grönland Records.

## Privatleben

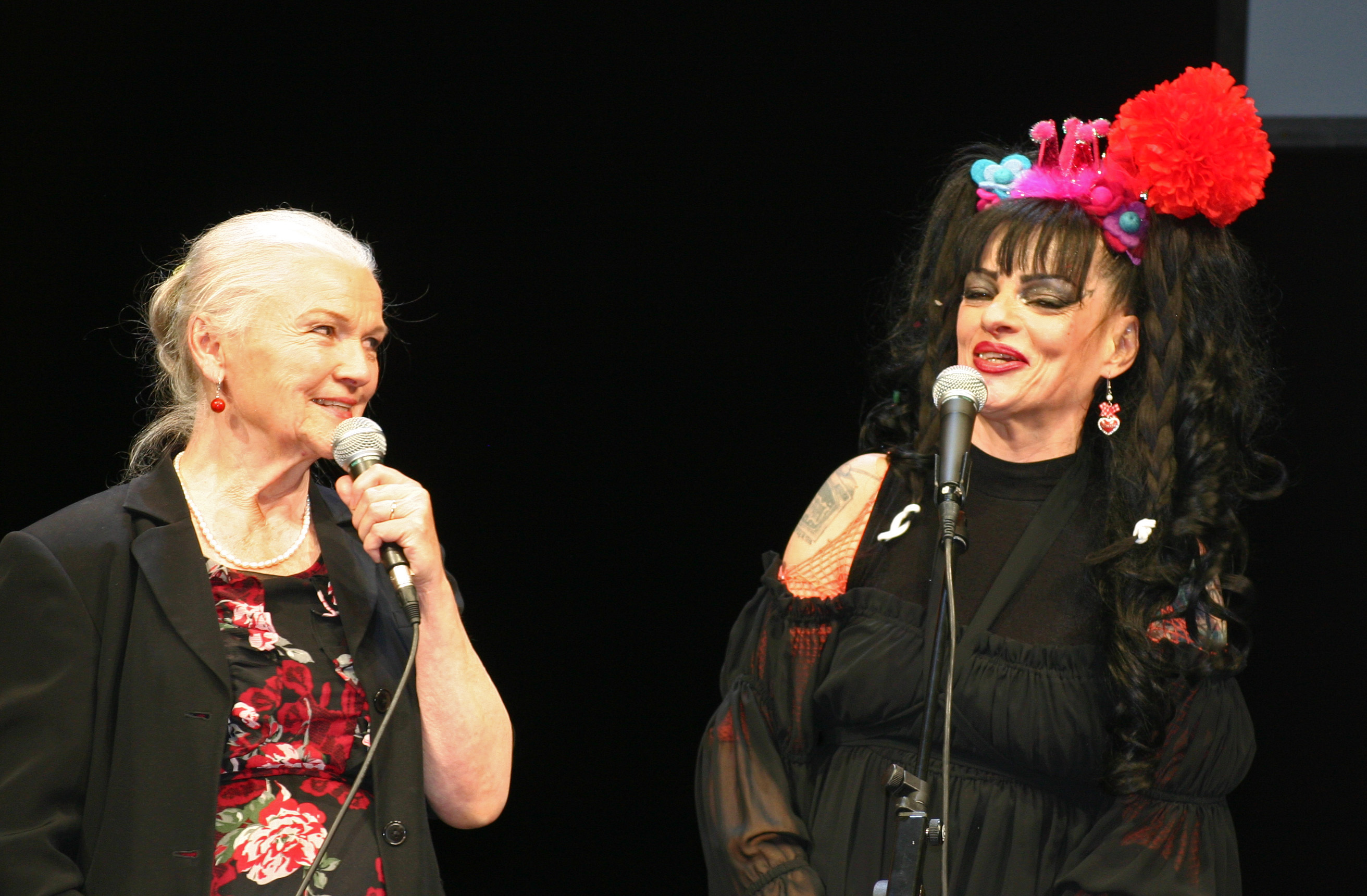
Nina Hagen mit ihrer Mutter Eva-Maria, 2013

1979 war Nina Hagen mit dem Musiker Herman Brood liiert. Das Lied Herrmann hieß er schreibt man ihm zu. 1981 brachte sie ihre Tochter Cosma Shiva zur Welt. Deren Vater ist der 1988 verstorbene niederländische Gitarrist Ferdinand Karmelk. 1987 heiratete sie in einer „Punkhochzeit“ auf Ibiza den Musiker Iroquois aus der Londoner Hausbesetzerszene, der zu diesem Zeitpunkt erst 17 Jahre alt war. Nach einer Woche trennte sich das Paar.
1989 war sie mit dem Franzosen Franck Chevalier liiert, aus dieser Beziehung stammt ein Sohn. Im Mai 1996 heiratete sie David Lynn. Das Paar trennte sich im Jahre 2000. Im Januar 2004 folgte die Ehe mit dem dänischen Sänger Lucas Alexander Breinholm. Die Trennung erfolgte im Januar 2005. Von 2005 bis 2010 war Hagen mit einem Physiotherapeuten aus Kanada liiert.
Seit 1982 ist Hagen Vegetarierin. Sie ließ sich im August 2009 in Schüttorf von Pastor Karl-Wilhelm ter Horst evangelisch-reformiert taufen.

## Politisches und Soziales Engagement
2009 unterstützte Nina Hagen im Bundestagswahlkampf Bündnis 90/Die Grünen. 2017 trat sie auf der Veranstaltung Links, wo das Herz schlägt zur Bilanz der Bundestagsfraktion Die Linke auf. Diese unterstützte sie auch im Wahlkampf zur Bundestagswahl 2017.
Hagen war in den 2000er Jahren prominente AIDS-Leugnerin und veröffentlichte beeinflusst von der AIDS-Leugnerin Christine Maggiore den Song Handgrenade. Hagen engagiert sich für die Entschädigung der Duogynon-Opfer. Sie ist Fördermitglied der Coordination gegen Bayer-Gefahren. Im September 2011 trat sie im Programm der Freiheit-statt-Angst-Demonstration für Bürgerrechte auf dem Berliner Alexanderplatz auf.
Im Januar 2012 fand in Berlin die Premierenveranstaltung des Patientenverfügungs-Kinospots des Landesverbandes Psychiatrie-Erfahrener Berlin-Brandenburg e. V. statt. Die spezielle Patientenverfügung PatVerfü und der Kinospot mit Hagen wurden unter anderem mit Flyern, auf denen ihr Konterfei und der Slogan „PatVerfü – Geisteskrank? Ihre eigene Entscheidung!“ zu sehen ist, beworben. Der Spot erhielt im April 2012 aufgrund diverser Differenzen einen neuen Abspann. 2013 und 2014 setzte sich Hagen für die Freilassung und Rehabilitierung der fälschlich in Psychiatrien festgehaltenen Ilona Haslbauer und Gustl Mollath ein.

## Kontroversen
In der österreichischen Spätabend-Diskussionssendung Club 2 im August 1979 zum Thema „Was ist los mit der Jugendkultur?“ erregte Nina Hagen großes öffentliches Aufsehen, als sie vor laufender Kamera – zwar angezogen, aber explizit – verschiedene Stellungen zur weiblichen Masturbation demonstrierte. Der Diskussionsleiter, Dieter Seefranz, musste deswegen später als Gastgeber der Sendung zurücktreten.
1992 war Hagen neben Angela Merkel und einer Vertreterin des Bundeselternrates in der Sat.1-Talkshow Talk im Turm zu Gast. Mit ihrem Eintreten für Neuro-Elektrische Stimulation als einzige Möglichkeit, Heroinabhängigen langfristig zu helfen, sorgte sie für Kontroversen in der Sendung. Vor allem ihr Diskussionsverhalten wurde zum Thema in den Medien. So sagte sie unter anderem: „Ich schreie Sie so lange an, wie ich will.“ oder „Ich habe die Schnauze voll von Ihrer Lügerei, von Ihrer Heuchelei.“ Schlichtungsversuche des Moderators Erich Böhme schlugen fehl und Hagen verließ zwischenzeitlich die Sendung.
Thomas Nöske schrieb über Nina Hagen in seinem Buch Pop-Schamanismus (1999): „Sie redet von Ufos, kosmischen Energien, Nächstenliebe, Weisheit und Erleuchtung, doch selbst wenn man es ihr nicht glaubt, fühlt man sich doch nicht unbedingt geködert oder verladen. Selbst wenn man ihr zwei Stunden lang bei nichts anderem als beim Faxen-Machen und Grimassen-Schneiden zuschaut, nimmt man noch etwas mit nach Haus. (…) es gibt wenige Kunstfiguren, die so konsequent Kunstfiguren sind, außer vielleicht Warhol und Bowie, die sich indes vor lauter Konsequenz fast schon wieder in der Künstlichkeit verloren. Eigentlich muß man Nina Hagen für voll nehmen, weil für halb keine zweite Hälfte bekannt ist und sie für Nichts deutlich zuviel ist. Die Unterscheidung von Masche und Echt macht sie hinfällig.“
In der Talkshow Menschen bei Maischberger im September 2005 trat Hagen als Wahlkämpferin für Die Grünen auf und wurde von Jutta Ditfurth als „esoterisch ein bisschen durchgeknallt“ bezeichnet. Daraufhin äußerte Hagen: „Ich finde es furchtbar, was diese dicke Frau mit mir macht. Jutta Ditfurth, du bist eine blöde, blöde Kuh. Mit dir werde ich nie wieder reden in der Öffentlichkeit!“
Im Oktober 2007 erregte Hagen abermals in der Sendung Menschen bei Maischberger Aufsehen durch ihre Äußerungen und ihr Diskussionsverhalten. In der Sendung zum Thema „Ufos, Engel, Außerirdische – sind wir nicht allein?“ äußerte sie Mitgefühl für die angeblich von Außerirdischen entführten Menschen, sprach von „satanischem Einfluss“ in der Welt und provozierte den ebenfalls anwesenden Physiker und Wissenschaftsjournalisten Joachim Bublath, nachdem dieser Skepsis an der Existenz von Außerirdischen oder Esoterik geäußert hatte, mit Grimassen und Beleidigungen zum Verlassen der Live-Sendung. Die Moderatorin Sandra Maischberger erklärte schließlich: „und [ich] habe, mit Verlaub, Nina, das Gefühl, dass wahnsinnig viel in deinem Kopf wirklich durcheinandergeht.“

## Diskografie
Die Anzahl sämtlicher weltweit erschienener Schallplatten- und CD-Veröffentlichungen, auf denen Hagens Gesang zu hören ist, dürfte bei annähernd 500 liegen. Das Nina-Hagen-Archiv zeigte im Oktober 2005 206 Vinylplatten, 180 CDs und 30 Audiokassetten, sowie 21 Videokassetten und 12 DVDs.
Für viele ihrer Alben wurden englischsprachige Gegenstücke produziert, wie zum Beispiel Fearless, die englische Version von Angstlos. Diese Versionen sind oft mehr als einfache Übersetzungen: Die Titelreihenfolge wurde geändert, viele Songs wurden neu arrangiert, ins Englische übersetzt und es kamen Bonustracks hinzu.

### Nina Hagen Band
Studioalben

| Jahr | Titel Musiklabel                   | Höchstplatzierung, Gesamtwochen/‑monate, AuszeichnungChartplatzierungen (Jahr, Titel, Musiklabel, Platzierungen, Wochen/Monate, Auszeichnungen, Anmerkungen) | Höchstplatzierung, Gesamtwochen/‑monate, AuszeichnungChartplatzierungen (Jahr, Titel, Musiklabel, Platzierungen, Wochen/Monate, Auszeichnungen, Anmerkungen) | Höchstplatzierung, Gesamtwochen/‑monate, AuszeichnungChartplatzierungen (Jahr, Titel, Musiklabel, Platzierungen, Wochen/Monate, Auszeichnungen, Anmerkungen) | Höchstplatzierung, Gesamtwochen/‑monate, AuszeichnungChartplatzierungen (Jahr, Titel, Musiklabel, Platzierungen, Wochen/Monate, Auszeichnungen, Anmerkungen) | Anmerkungen                                                |
| Jahr | Titel Musiklabel                   | DE | AT | CH | NL | Anmerkungen                                                |
| ---- | ---------------------------------- | --- | --- | --- | --- | ---------------------------------------------------------- |
| 1978 | Nina Hagen Band CBS Records (Sony) | DE11 Gold · (46 Wo.)DE | AT24 (1 Mt.)AT | — | NL7 Gold · (24 Wo.)NL | Erstveröffentlichung: 31. August 1978 Verkäufe: + 400.000  |
| 1980 | Unbehagen CBS Records (Sony)       | DE2 Gold · (38 Wo.)DE | AT9 (3½ Mt.)AT | — | NL19 (5 Wo.)NL | Erstveröffentlichung: 25. Februar 1980 Verkäufe: + 450.000 |

grau schraffiert: keine Chartdaten aus diesem Jahr verfügbar
- Unbehagen Frontcover

### Solokarriere
Studioalben

| Jahr | Titel Musiklabel                                                                    | Höchstplatzierung, Gesamtwochen/‑monate, AuszeichnungChartplatzierungen (Jahr, Titel, Musiklabel, Platzierungen, Wochen/Monate, Auszeichnungen, Anmerkungen) | Höchstplatzierung, Gesamtwochen/‑monate, AuszeichnungChartplatzierungen (Jahr, Titel, Musiklabel, Platzierungen, Wochen/Monate, Auszeichnungen, Anmerkungen) | Höchstplatzierung, Gesamtwochen/‑monate, AuszeichnungChartplatzierungen (Jahr, Titel, Musiklabel, Platzierungen, Wochen/Monate, Auszeichnungen, Anmerkungen) | Höchstplatzierung, Gesamtwochen/‑monate, AuszeichnungChartplatzierungen (Jahr, Titel, Musiklabel, Platzierungen, Wochen/Monate, Auszeichnungen, Anmerkungen) | Höchstplatzierung, Gesamtwochen/‑monate, AuszeichnungChartplatzierungen (Jahr, Titel, Musiklabel, Platzierungen, Wochen/Monate, Auszeichnungen, Anmerkungen) | Anmerkungen                                                                                           |
| Jahr | Titel Musiklabel                                                                    | DE | AT | CH | US | NL | Anmerkungen                                                                                           |
| ---- | ----------------------------------------------------------------------------------- | --- | --- | --- | --- | --- | --- |
| 1982 | NunSexMonkRock CBS Records (Sony)                                                   | DE27 (7 Wo.)DE | — | — | US184 (3 Wo.)US | — | Erstveröffentlichung: 30. April 1982                                                                  |
| 1983 | Angstlos auch bekannt als: Fearless (englische Version) CBS Records (Sony)          | DE24 (13 Wo.)DE | AT11 (3 Mt.)AT | — | US151 (8 Wo.)US | NL40 (3 Wo.)NL | Erstveröffentlichung: 19. August 1983 (DE-Version) Erstveröffentlichung: November 1983 (EN-Version)   |
| 1985 | In Ekstase auch bekannt als: In Ekstasy (englische Version) CBS Records (Sony)      | DE24 (7 Wo.)DE | AT13 (½ Mt.)AT | CH13 (7 Wo.)CH | — | — | Erstveröffentlichung: Mai 1985                                                                        |
| 1989 | Nina Hagen Mercury Records (Phonogram)                                              | DE20 (18 Wo.)DE | AT24 (½ Mt.)AT | CH26 (3 Wo.)CH | — | — | Erstveröffentlichung: 23. August 1989                                                                 |
| 1991 | Street Mercury Records (Phonogram)                                                  | DE36 (9 Wo.)DE | AT39 (2 Wo.)AT | CH32 (6 Wo.)CH | — | — | Erstveröffentlichung: 22. Juli 1991                                                                   |
| 1993 | Revolution Ballroom Mercury Records (Phonogram)                                     | — | — | — | — | — | Erstveröffentlichung: 28. September 1993                                                              |
| 1995 | FreuD euch auch bekannt als: Bee Happy (englische Version) RCA Records (BMG Ariola) | — | — | — | — | — | Erstveröffentlichung: 4. November 1995 (DE-Version) Erstveröffentlichung: 15. April 1996 (EN-Version) |
| 1999 | Om Namah Shivay! Smart Aass (SPV)                                                   | — | — | — | — | — | Erstveröffentlichung: 11. Februar 1999                                                                |
| 2000 | Return of the Mother Orbit Records (Virgin)                                         | DE77 (1 Wo.)DE | AT49 (1 Wo.)AT | — | — | — | Erstveröffentlichung: 14. Februar 2000                                                                |
| 2003 | Big Band Explosion SPV Records (SPV)                                                | — | — | — | — | — | Erstveröffentlichung: 17. November 2003 mit Leipzig Big Band                                          |
| 2006 | Irgendwo auf der Welt Island Records (UMG)                                          | DE62 (3 Wo.)DE | — | — | — | — | Erstveröffentlichung: 24. März 2006 mit The Capital Dance Orchestra                                   |
| 2010 | Personal Jesus Koch Records (UMG)                                                   | DE16 (4 Wo.)DE | AT62 (1 Wo.)AT | CH61 (1 Wo.)CH | — | — | Erstveröffentlichung: 16. Juli 2010                                                                   |
| 2011 | Volksbeat Polydor (UMG)                                                             | — | — | — | — | — | Erstveröffentlichung: 11. November 2011                                                               |
| 2022 | Unity Grönland Records (RTD)                                                        | DE30 (2 Wo.)DE | — | CH27 (1 Wo.)CH | — | — | Erstveröffentlichung: 9. Dezember 2022                                                                |

grau schraffiert: keine Chartdaten aus diesem Jahr verfügbar

## Filmografie

### Als Schauspielerin
Kino
- 1976: Liebesfallen
- 1976: Unser stiller Mann
- 1976: Kinosommer 1976 – Hänsel und Gretel
- 1979: Bildnis einer Trinkerin
- 1979: Cha-Cha
- 1983: Pankow ’95
- 1988: Dandy
- 1991: Just Visiting This Planet – Die Winterreise
- 1992: Lilien in der Bank
- 2000: Wasilisa, die Schöne
- 2004: 7 Zwerge – Männer allein im Wald
- 2006: 7 Zwerge – Der Wald ist nicht genug
- 2015: Desire Will Set You Free
- 2016: Gutterdämmerung

Fernsehen
- 1974: ABC der Liebe (Fernsehserie, Folge Die gute Bewirtung)
- 1975: Heiraten/weiblich (Fernsehfilm)
- 1975: Heute ist Freitag (Fernsehfilm)
- 1991: Ein Schloß am Wörthersee (Fernsehserie, Folge Bilderjagd)
- 1997: Tatort: Tod im All (Fernsehreihe)
- 2005: Wilde Engel (Fernsehserie, Folge Catwalk)

### Als Synchronsprecherin
- 1990: Kuck mal, wer da spricht 2 (Look Who’s Talking Too) als Julie für Roseanne Barr
- 1993: Nightmare Before Christmas als Sally für Catherine O’Hara
- 1996: Däumeline als Cassandra für Charo
- 1998: Rudolph mit der roten Nase (Rudolph the Red-Nosed Reindeer: The Movie) als Eiskönigin Stormella für Whoopi Goldberg
- 2003: Das Geheimnis der Frösche (Stimme von Schildkröte)
- 2003: Chihiros Reise ins Zauberland (Sen to Chihiro no kamikakushi) als Yubaba/Zeniba für Mari Natsuki
- 2004: Villa Henriette (Stimme des Hauses)
- 2014: Der 7bte Zwerg (Stimme von Eisfee Dellamorta)
- 2014: Die Biene Maja – Der Kinofilm (Stimme von Beraterin Gunilla)

## Shows
- 1999: Nina Hagen = Punk + Glory
- 2006: Popstars – Ninas Engel
- 2008: Nina Hagen unzensiert
- 2008: Nina Hagens Ufo-Jagd – Auf Alien-Suche in Roswell
- 2008: Uri Geller Live: Ufos und Aliens – Das unglaubliche TV-Experiment
- 2010: Nina Hagen liest und singt Bekenntnisse

## Auszeichnungen
- 2004: 1 Live Krone für ihr Lebenswerk
- 2004: Berliner Bär (B.Z.-Kulturpreis) im Bereich Musik

## Autobiografien und Dokumentationen
- Ich bin ein Berliner: mein sinnliches und übersinnliches Leben, Autobiographie von Nina Hagen. Goldmann, München 1988, ISBN 3-442-30352-4.
- Nina Hagen: Bekenntnisse. Pattloch, München 2010, ISBN 978-3-629-02272-1 (Autobiografie)
- Gero von Boehm: Nina Hagen. 2. Dezember 2002. Interview in: Begegnungen. Menschenbilder aus drei Jahrzehnten. Collection Rolf Heyne, München 2012, ISBN 978-3-89910-443-1, S. 373–378.
- 43-minütige TV-Sendung über und mit Nina Hagen, ausgestrahlt von der ARD in der Reihe Deutschland, Deine Künstler am 16. November 2014[58]